# Mohammad Al-Haiek
Mohammad Al-Haiek (ur. 1 maja 1971) – syryjski zapaśnik walczący w stylu klasycznym. Zajął dziewiętnaste miejsce na mistrzostwach świata w 1994. Wicemistrz igrzysk azjatyckich w 1998 i czwarty w 2002. Czwarty na igrzyskach śródziemnomorskich w 1993; szósty w 2001 i siódmy w 1997. Czwarty na mistrzostwach Azji w 2000. Złoty medalista igrzysk panarabskich w 2004 i brązowy w 1992, a także igrzysk Azji zachodniej w 1997 roku.